# Ален Робер
Але́н Робе́р (фр. Alain Robert; нар. 7 серпня 1962, Дігуен у Франції) — скелелаз.

## Початок кар'єри
Алан Робер мріяв стати скелелазом з самого дитинства. Його батьки не поділяли такого захоплення свого сина, тому він потайки почав вчитися мистецтву скелелазіння на скаутських зборах. У 12 років він заліз на 8-й поверх і увійшов до квартири через вікно, тому що забув ключі.
Пізніше Алан почав серйозно займатися цим спортом. Його мотивація — «Прорахований ризик. Управління моїм страхом». Так Алан Робер почав лазити соло. Це означало: лазити з голими руками. Ніяких страхувальних мотузок. Помилився — помер.

## За крок до смерті
У 1982 році (у віці 19 років) з ним стався серйозний інцидент: падіння з 15-метрової висоти головою донизу. 5-денна кома і численні переломи. Прогнози були невтішними: «Цей хлопець більше ніколи не буде лазити». Він пошкодив внутрішнє вухо, через що почав страждати на вертиго (вестибулярне запаморочення). Він був на 60 % непрацездатний. Але через рік він відновився, і продовжив лазити соло.

## Хмарочоси

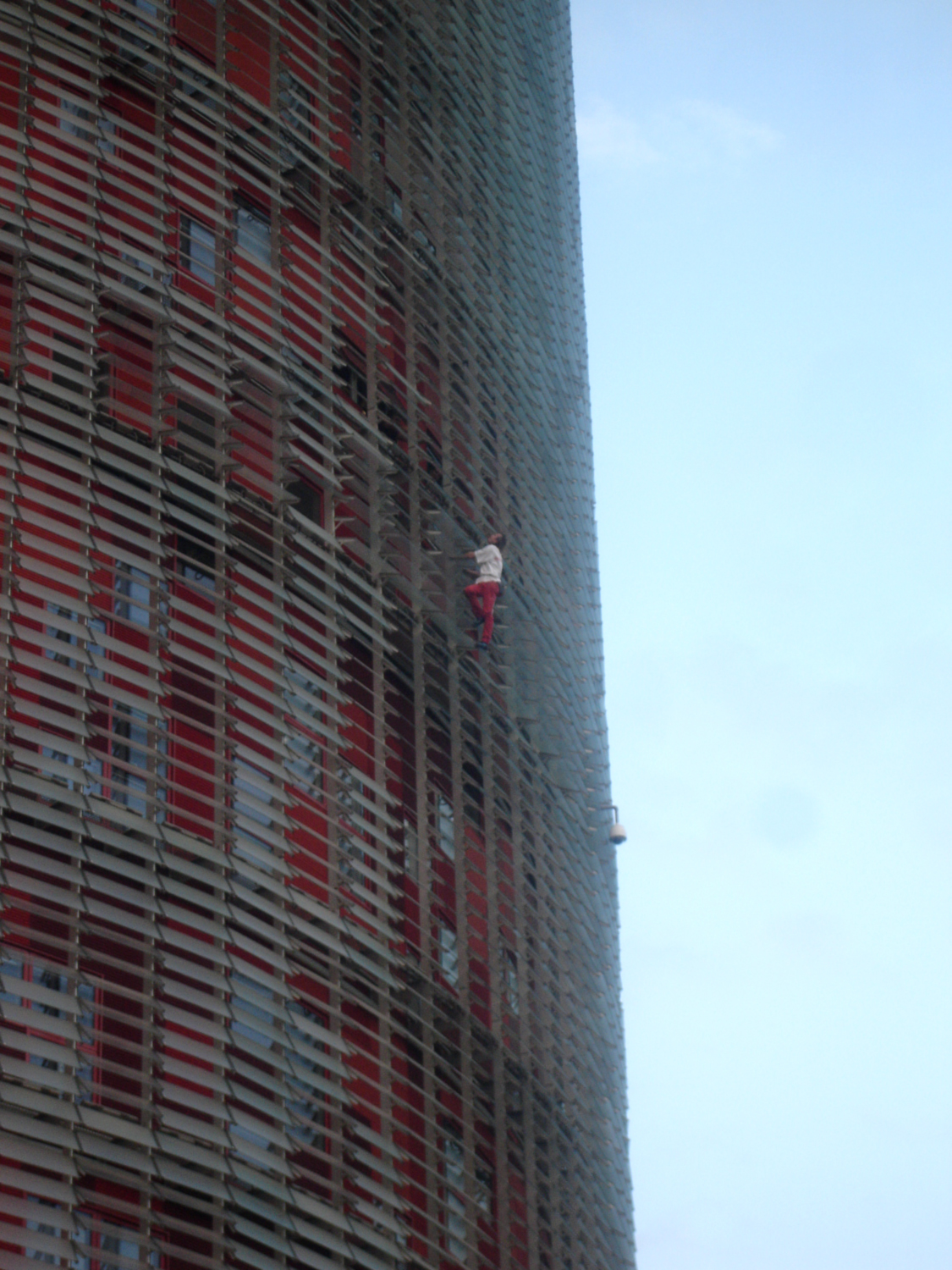
Ален Робер

У 1994 році його приятель запропонував йому зняти документальний фільм і для цього залізти на хмарочос. Ален погодився і того ж року підкорив першу будівлю в Чикаго. Так почалася його слава Людини-павука.
Ален Робер вже підкорив понад 70 хмарочосів, і не планує зупинятися. 20 березня 2007 року його заарештували в Куала-Лумпур, столиці Малайзії, примусово знявши з 66 поверху 451-метрового хмарочоса Вежі Петронас.
У 2011 році Ален Робер піднявся на 828-метровий хмарочос Бурдж Халіфа у Дубаї.

## Сім'я
Ален має дружину Ніколь та трьох дітей. Він телефонує своїм дітям щоразу, щойно він вилізає на вершину хмарочоса. Діти Алена теж займаються скелелазінням і тренуються разом з батьком.

## Візит в Україну
25—27 червня 2007 року Ален Робер вперше, і поки що єдиний раз, відвідав Україну. Його візит відбувся на запрошення компанії «Київстар». Під час візиту француз взяв участь в шоу, присвяченому святкуванню 10-річчя цієї компанії — він підкорив 63-метрову будівлю, в якій розташовано її головний офіс.